# Campionato italiano di pugilato professionisti maschile dei pesi piuma
Il Campionato italiano di pugilato pesi piuma organizzato dalla FPI, è la massima competizione pugilistica in Italia riservata ai pugili professionisti il cui peso è compreso tra 55,338 e 57,153 kg. Gli atleti vincitori si fregiano del titolo di campione d'Italia dei pesi piuma.

La prima edizione si svolse a Milano il 5 settembre 1914, quando Azzo Gentili sconfisse Ernesto Cavagnoli per knockout alla 5ª ripresa.

## Albo d'oro dei pesi piuma
| Ed. | Data       | Luogo                  | Campione               | Verdetto       | Sfidante               |
| --- | ---------- | ---------------------- | ---------------------- | -------------- | ---------------------- |
|     | 1914       |                        | Carlo Sala             |                |                        |
| 1   | 05/09/1914 | Milano                 | Azzo Gentili           | V KO 5         | Ernesto Cavagnoli      |
| 2   | 14/12/1914 | Milano                 | Azzo Gentili           | V PT 15        | Angelo Bolzoni         |
| 3   | 06/03/1915 | Milano                 | Azzo Gentili           | V PT 12        | Pietro Vedovelli       |
| 4   | 22/02/1918 | Milano                 | Giovanni Bosetti       | V SQ 12        | Azzo Gentili           |
| 5   | 06/09/1919 | Milano                 | Enea Marzorati         | V KO 1         | Giovanni Bosetti       |
| 6   | 05/09/1920 | Milano                 | Edoardo Piacentini     | V KOT (AB) 6   | Enea Marzorati         |
| 7   | 24/03/1923 | Roma                   | Leo Giunchi            | V SQ 13        | Franco Vitale          |
| 8   | 25/10/1923 | Genova                 | Leo Giunchi            | V PT 15        | Pietro Bianchi         |
| 9   | 04/10/1925 | Roma                   | Luigi Marfut           | V PT 15        | Leo Bianchi            |
| 10  | 15/08/1926 | Ferrara                | Luigi Marfut           | PARI 15        | Pietro Bianchi         |
| 11  | 08/1926    |                        | Ambrogio Redaelli      |                |                        |
| 12  | 12/06/1927 | Milano                 | Luigi Quadrini         | V PT 12        | Ambrogio Redaelli      |
| 13  | 02/09/1928 | Milano                 | Luigi Quadrini         | V PT 12        | Luigi Marfut           |
| 14  | 15/02/1929 | Milano                 | Luigi Quadrini         | V PT 15        | Ambrogio Redaelli      |
| 15  | 24/11/1929 | Milano                 | Luigi Quadrini         | V PT 15        | Ambrogio Redaelli      |
| 16  | 12/11/1930 | Bologna                | Vittorio Tamagnini     | V PT 15        | Luigi Quadrini         |
| 17  | 19/03/1932 | Milano                 | Otello Abbruciati      | V PT 12        | Luigi Quadrini         |
| 18  | 08/10/1933 | Roma                   | Otello Abbruciati      | PARI 12        | Luigi Quadrini         |
| 19  | 13/01/1934 | Roma                   | Vittorio Tamagnini     | V PT 12        | Otello Abbruciati      |
| 20  | 10/05/1936 | Parma                  | Vittorio Tamagnini     | V PT 12        | Vincenzo Dell’Orto     |
| 21  | 20/12/1937 | Milano                 | Gino Bondavalli        | V PT 12        | Bruno Grisoni          |
| 22  | 23/07/1938 | La Spezia              | Bruno Grisoni          | V PT 12        | Guido Maccioccu        |
| 23  | 30/11/1938 | Roma                   | Gustavo Ansini         | V PT 12        | Bruno Grisoni          |
| 24  | 08/07/1939 | Roma                   | Gino Bondavalli        | V PT 12        | Antonio Fabriani       |
| 25  | 03/11/1939 | Roma                   | Gino Bondavalli        | PARI 12        | Mario Gualandri        |
| 26  | 08/04/1940 | Reggio Emilia          | Gino Bondavalli        | V PT 12        | Otello Abbruciati      |
| 27  | 22/09/1940 | Bologna                | Gino Bondavalli        | V PT 12        | Mario Gualandri        |
| 28  | 28/01/1941 | Roma                   | Gino Bondavalli        | PARI 12        | Antonio Fabriani       |
| 29  | 08/09/1941 | Terni                  | Gino Bondavalli        | V PT 12        | Quinto Massi           |
| 30  | 23/05/1943 | Lugo di Romagna        | Gino Bondavalli        | PARI 12        | Dino Pasotti           |
| 31  | 14/02/1944 | Milano                 | Federico Cortonesi     | V PT 12        | Gino Bondavalli        |
| 32  | 24/03/1946 | Lugo di Romagna        | Federico Cortonesi     | PARI 12        | Dino Pasotti           |
| 33  | 22/04/1946 | Genova                 | Federico Cortonesi     | V PT 12        | Oreste Origo           |
| 34  | 14/06/1946 | Livorno                | Federico Cortonesi     | V KO 7         | Alvaro Cerasani        |
| 35  | 08/07/1946 | Milano                 | Federico Cortonesi     | V PT 12        | Alfredo Vivio          |
| 36  | 26/12/1946 | Ferrara                | Enzo Correggioli       | V PT 12        | Dino Pasotti           |
| 37  | 15/12/1947 | Ferrara                | Enzo Correggioli       | V SQ 7         | Gino Bondavalli        |
| 38  | 26/09/1948 | L’Aquila               | Enzo Correggioli       | V PT 12        | Alfredo Vivio          |
| 39  | 26/05/1949 | Roma                   | Alvaro Cerasani        | V PT 12        | Enzo Correggioli       |
| 40  | 20/10/1949 | Terracina              | Alvaro Cerasani        | PARI 12        | Dante Venturi          |
| 41  | 17/12/1949 | Roma                   | Alvaro Cerasani        | V KO 1         | Guido Ferracin         |
| 42  | 20/06/1950 | Milano                 | Ernesto Formenti       | V SQ 7         | Alvaro Cerasani        |
| 43  | 14/12/1950 | Milano                 | Ernesto Formenti       | V PT 12        | Nicola Funari          |
| 44  | 28/07/1951 | Roma                   | Ernesto Formenti       | V PT 12        | Altidoro Polidori      |
| 45  | 19/07/1952 | Milano                 | Nello Barbadoro        | V KO 3         | Alvaro Cerasani        |
| 46  | 17/01/1953 | Grosseto               | Altidoro Polidori      | V PT 12        | Nello Barbadoro        |
| 47  | 18/11/1953 | Grosseto               | Altidoro Polidori      | V PT 12        | Nello Barbadoro        |
| 48  | 31/07/1954 | Grosseto               | Altidoro Polidori      | V PT 12        | Aldo Pravisani         |
| 49  | 12/01/1955 | Cagliari               | Altidoro Polidori      | V PT 12        | Gavino Furesi          |
| 50  | 30/07/1955 | Grosseto               | Altidoro Polidori      | V PT 12        | Aldo Pravisani         |
| 51  | 01/04/1956 | Grosseto               | Nello Barbadoro        | V PT 12        | Altidoro Polidori      |
| 52  | 12/08/1956 | Civita Castellana      | Sergio Caprari         | V KOT (AB) 6   | Nello Barbadoro        |
| 53  | 27/11/1957 | Roma                   | Sergio Caprari         | V PT 12        | Giordano Campari       |
| 54  | 03/05/1958 | Milano                 | Sergio Caprari         | V PT 12        | Aldo Pravisani         |
| 55  | 29/11/1958 | Milano                 | Giordano Campari       | V PT 12        | Altidoro Polidori      |
| 56  | 02/07/1959 | Milano                 | Giordado Campari       | V PT 12        | Aldo Pravisani         |
| 57  | 26/12/1959 | Milano                 | Raimondo Nobile        | V PT 12        | Giordano Campari       |
| 58  | 29/02/1960 | Bologna                | Raimondo Nobile        | V KOT 8        | Sergio Milan           |
| 59  | 31/08/1960 | La Spezia              | Raimondo Nobile        | PARI 12        | Alberto Serti          |
| 60  | 28/08/1961 | Messina                | Mario Sitri            | V PT 12        | Lino Mastellaro        |
| 61  | 22/02/1962 | Milano                 | Mario Sitri            | V PT 12        | Michele Gullotti       |
| 62  | 30/04/1962 | Bologna                | Raimondo Nobile        | V PT 12        | Mario Sitri            |
| 63  | 07/12/1962 | Roma                   | Lino Mastellaro        | V PT 12        | Mario Sitri            |
| 64  | 27/09/1963 | Milano                 | Lino Mastellaro        | V PT 12        | Felice Becco           |
| 65  | 16/10/1964 | Torino                 | Alberto Serti          | V PT 12        | Lino Mastellaro        |
| 66  | 22/12/1964 | Sassari                | Andrea Silanos         | V PT 12        | Alberto Serti          |
| 67  | 25/06/1965 | Alghero                | Andrea Silanos         | V SQ 8         | Mario Sitri            |
| 68  | 10/02/1968 | Novate Milanese        | Renato Galli           | V PT 12        | Giovanni Girgenti      |
| 69  | 12/06/1968 | Novate Milanese        | Nevio Carbi            | V PT 12        | Renato Galli           |
| 70  | 21/08/1968 | Sanremo                | Nevio Carbi            | V PT 12        | Costantino Fiori       |
| 71  | 27/07/1969 | S. Arsenio             | Giovanni Girgenti      | V PT 12        | Nevio Carbi            |
| 72  | 29/10/1969 | Ancona                 | Giovanni Girgenti      | V KOT (AB) 7   | Ambrogio Mariani       |
| 73  | 10/12/1969 | Udine                  | Giovanni Girgenti      | V PT 12        | Ugo Poli               |
| 74  | 25/02/1970 | Marsala                | Giovanni Girgenti      | V PT 12        | Domenico Chiloiro      |
| 75  | 14/08/1970 | Agropoli               | Giovanni Girgenti      | V PT 12        | Umberto Simbola        |
| 76  | 26/11/1971 | Torino                 | Giovanni Girgenti      | V KOT (AB) 9   | Augusto Civardi        |
| 77  | 20/02/1972 | Palermo                | Giovanni Girgenti      | V PT 12        | Renato Galli           |
| 78  | 12/05/1972 | Torino                 | Elio Cotena            | V PT 12        | Giovanni Girgenti      |
| 79  | 28/06/1972 | Lignano Sabbiadoro     | Elio Cotena            | PARI 12        | Nevio Carbi            |
| 80  | 29/11/1972 | Genova                 | Elio Cotena            | V PT 12        | Giovanni Girgenti      |
| 81  | 13/03/1973 | Ferrara                | Elio Cotena            | V PT 12        | Enzo Farinelli         |
| 82  | 19/05/1973 | Montagnana             | Elio Cotena            | V PT 12        | Bruno Pieracci         |
| 83  | 28/06/1973 | Napoli                 | Elio Cotena            | V SQ 5         | Ambrogio Mariani       |
| 84  | 04/08/1973 | Secondigliano          | Elio Cotena            | V KOT (IM) 5   | Bruno Pieracci         |
| 85  | 10/10/1973 | Rimini                 | Enzo Farinelli         | V KOT 12       | Bruno Pieracci         |
| 86  | 17/04/1974 | La Spezia              | Antonio Sassarini      | V PT 12        | Enzo Farinelli         |
| 87  | 07/12/1974 | Cagliari               | Michele Siracusa       | V KOT 6        | Giuliano Lai           |
| 88  | 24/05/1975 | Sassari                | Pasquale Morbidelli    | V PT 12        | Michele Siracusa       |
| 89  | 26/07/1975 | Civitanova Marche      | Sergio Emili           | V PT 12        | Pasquale Morbidelli    |
| 90  | 29/11/1975 | Trieste                | Nevio Carbi            | V PT 12        | Sergio Emili           |
| 91  | 30/04/1976 | Civitanova Marche      | Sergio Emili           | V KOT 1        | Ambrogio Mariani       |
| 92  | 06/10/1976 | Civitanova Marche      | Sergio Emili           | V PT 12        | Pasquale Morbidelli    |
| 93  | 03/12/1976 | Cagliari               | Natale Caredda         | V PT 12        | Sergio Emili           |
| 94  | 08/04/1977 | Cagliari               | Natale Caredda         | V PT 12        | Ambrogio Mariani       |
| 95  | 17/06/1977 | Civitanova Marche      | Sergio Emili           | V PT 12        | Natale Caredda         |
| 96  | 19/11/1977 | Pesaro                 | Salvatore Melluzzo     | V KOT (AB) 10  | Sergio Emili           |
| 97  | 20/05/1978 | Pesaro                 | Salvatore Melluzzo     | V SQ 1         | Salvatore Fabrizio     |
| 98  | 10/02/1979 | Cagliari               | Natale Caredda         | V PT 12        | Salvatore Melluzzo     |
| 99  | 05/09/1979 | Fort Village           | Potito Di Muro         | V PT 12        | Natale Caredda         |
| 100 | 26/12/1979 | Lugo di Romagna        | Alfredo Mulas          | V KOT (IM) 9   | Potito Di Muro         |
| 101 | 26/03/1980 | Lugo di Romagna        | Marco Gallo            | V KO 3         | Alfredo Mulas          |
| 102 | 11/07/1980 | Sondrio                | Marco Gallo            | V KO 3         | Gianfranco Lalli       |
| 103 | 24/09/1980 | Fiuggi                 | Salvatore Melluzzo     | V PT 12        | Marco Gallo            |
| 104 | 14/02/1981 | Vittoria               | Salvatore Melluzzo     | V KOT (IM) 11  | Luigi Tessarin         |
| 105 | 13/11/1981 | Rimini                 | Loris Stecca           | V PT 12        | Marco Gallo            |
| 106 | 12/05/1982 | L’Aquila               | Loris Stecca           | V KOT (IM) 4   | Pasquale Mazza         |
| 107 | 02/12/1982 | Teramo                 | Loris Stecca           | V KOT (IM) 6   | Salvatore Melluzzo     |
| 108 | 02/07/1983 | Siracusa               | Salvatore Melluzzo     | V SQ 8         | Giuseppe La Vite       |
| 109 | 03/03/1984 | Riva del Garda         | Salvatore Bottiglieri  | V KOT (IM) 10  | Salvatore Melluzzo     |
| 110 | 10/06/1984 | San Giuseppe Vesuviano | Salvatore Bottiglieri  | V PT 12        | Pasquale Mazza         |
| 111 | 28/09/1984 | Vietri sul Mare        | Salvatore Bottiglieri  | V KOT (IM) 12  | Salvatore Melluzzo     |
| 112 | 08/05/1986 | Salerno                | Vincenzo Limatola      | V PT 12        | Carlo Quintano         |
| 113 | 21/11/1986 | Campione d’Italia      | Salvatore Bottiglieri  | V PT 12        | Carlo Quintano         |
| 114 | 06/11/1987 | Salerno                | Vincenzo Limatola      | V KOT (IM) 9   | Carlo Quintano         |
| 115 | 06/07/1988 | San Cataldo            | Vincenzo Limatola      | V PT 12        | Carlo Quintano         |
| 116 | 25/03/1989 | Salerno                | Vincenzo Limatola      | V KO 1         | Raffaele Grasso        |
| 117 | 27/12/1989 | Montecalvo             | Vincenzo Limatola      | V KOT (IM) 9   | Antonio De Santis      |
| 118 | 15/09/1990 | Gonnosnò               | Vincenzo Limatola      | V SQ 5         | Prisco Visconte        |
| 119 | 17/11/1990 | Villacidro             | Vincenzo Limatola      | PARI 12        | Salvatore Bottiglieri  |
| 120 | 09/03/1991 | Agropoli               | Vincenzo Limatola      | V PT 12        | Prisco Visconte        |
| 121 | 08/05/1991 | Sarno                  | Vincenzo Limatola      | V PT 12        | Gianni Di Napoli       |
| 122 | 17/08/1991 | San Mango d’Aquino     | Vincenzo Limatola      | V KOT (AB) 1   | Antonio De Santis      |
| 123 | 25/03/1992 | Castelcivita           | Gianni Di Napoli       | V PT 12        | Stefano Zoff           |
| 124 | 29/08/1992 | Quartu Sant’Elena      | Gianni Di Napoli       | V KOT 12       | Vincenzo Limatola      |
| 125 | 07/05/1993 | Grosseto               | Stefano Zoff           | V PT 12        | Gianni Di Napoli       |
| 126 | 06/08/1993 | Follonica              | Stefano Zoff           | V KOT (IM) 10  | Athos Menegola         |
| 127 | 10/09/1994 | Uta                    | Fabrizio Cappai        | V PT 12        | Beniamino D’Angeli     |
| 128 | 21/04/1995 | Quartu Sant’Elena      | Stefano Zoff           | V KO 4         | Fabrizio Cappai        |
| 129 | 19/06/1999 | San Severo             | Alessandro Di Meco     | V KOT 3        | Beniamino D’Angeli     |
| 130 | 03/12/1999 | Avezzano               | Alessandro Di Meco     | V PT 10        | Roberto De Silva       |
| 131 | 01/03/2002 | Grosseto               | Alberto Servidei       | V PT 10        | Angelo Iodice          |
| 132 | 20/09/2002 | Deiva Marina           | Alberto Servidei       | V SQ 5         | Domenico Urbano        |
| 133 | 14/03/2003 | Ravenna                | Alberto Servidei       | V PT 10        | Francesco D’Arcangelo  |
| 134 | 14/07/2007 | Sequals                | David Chianella        | V PT 10        | Luca Maggio            |
| 135 | 21/03/2008 | Ceccano                | David Chianella        | V PT 10        | Luca Maggio            |
| 136 | 30/05/2008 | Avezzano               | Gianpiero Contestabile | V KOT 2        | David Chianella        |
| 137 | 08/07/2009 | Avezzano               | Massimo Morra          | V KOT 8        | Giampiero Contestabile |
| 138 | 16/07/2010 | Marina di Grosseto     | Davide Dieli           | V PT 10 UD     | Massimo Morra          |
| 139 | 05/11/2010 | Cesena                 | Alberto Servidei       | V PT 10 UD     | Davide Dieli           |
| 140 | 04/03/2011 | Livorno                | Alberto Servidei       | V PT 10 UD     | Massimo Morra          |
| 141 | 29/07/2011 | Roma                   | Davide Dieli           | V PT 10 MD     | Simone Califano        |
| 142 | 23/12/2011 | Ostia Lido             | Davide Dieli           | V PT 10 SD     | Emiliano Salvini       |
| 143 | 11/05/2012 | Cisterna               | Mario Pisanti          | PARI Tecnico 6 | Fabrizio Trotta        |
| 144 | 18/01/2013 | Roma                   | Mario Pisanti          | V PT 10        | Emiliano Salvini       |
| 145 | 07/06/2013 | Latina                 | Mario Pisanti          | V PT 6         | Antonio Cossu          |
| 146 | 06/09/2013 | Manzano                | Daniele Limone         | V PT 10        | Emiliano Salvini       |
| 147 | 31/10/2014 | Rezzato                | Carmine Tommasone      | V PT 10        | Mario Pisanti          |
| 148 | 28/08/2015 | Ancona                 | Nicola Cipolletta      | V KOT 5 (2:43) | Antonio Cossu          |
| 149 | 03/06/2016 | Grosseto               | Nicola Cipolletta      | V PT 5         | Michele Crudetti       |